# Koronacje królewskie w Gnieźnie
Koronacje królewskie w archikatedrze gnieźnieńskiej – koronacje pięciu pierwszych królów Polski na przestrzeni czterech stuleci. Gniezno jest jednym z trzech miast – stolic Polski, w których odbywały się koronacje polskich władców. Od XIV wieku koronacje odbywały się na Wawelu, jednak zawsze koronacji dokonywał arcybiskup gnieźnieński. 

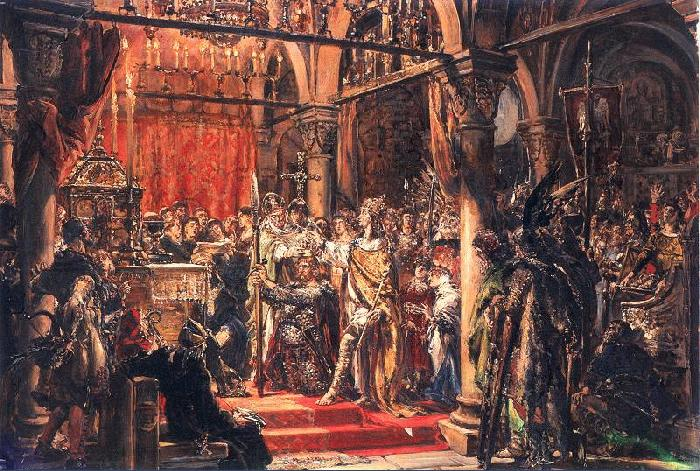
Koronacja Bolesława Chrobrego na Króla Polski pędzla Jana Matejki

W katedrze gnieźnieńskiej koronowali się następujący królowie:
- 1025 – Bolesław I Chrobry[a], koronowany przez Arcybiskupa Hipolita
- 25 grudnia 1025 – Mieszko II Lambert, koronowany przez Arcybiskupa Hipolita
- 25 grudnia 1076 – Bolesław II Szczodry, koronowany przez Arcybiskupa Bogumiła
- 26 czerwca 1295 – Przemysł II, koronowany przez Arcybiskupa Jakuba Świnkę
- sierpień 1300 – Wacław II Czeski, koronowany przez Arcybiskupa Jakuba Świnkę

## Przebieg koronacji
Koronację przeprowadzał biskup gnieźnieński. Na początku wprowadzał kandydata na króla do kościoła i przedstawiał go publiczności. Następnie namaszczał przyszłego monarchę, przekazywał mu koronę, nakładał płaszcz, wręczał kolejno: berło, jabłko, pierścień i koronę(insygnia królewskie). Następnie była msza, po czym król zasiadał na tronie.